# Odstock
Odstock è un villaggio e una parrocchia civile della contea del Wiltshire che si trova a circa 3 miglia a sud di Salisbury nel Sud Ovest dell'Inghilterra, Regno Unito.

## Geografia

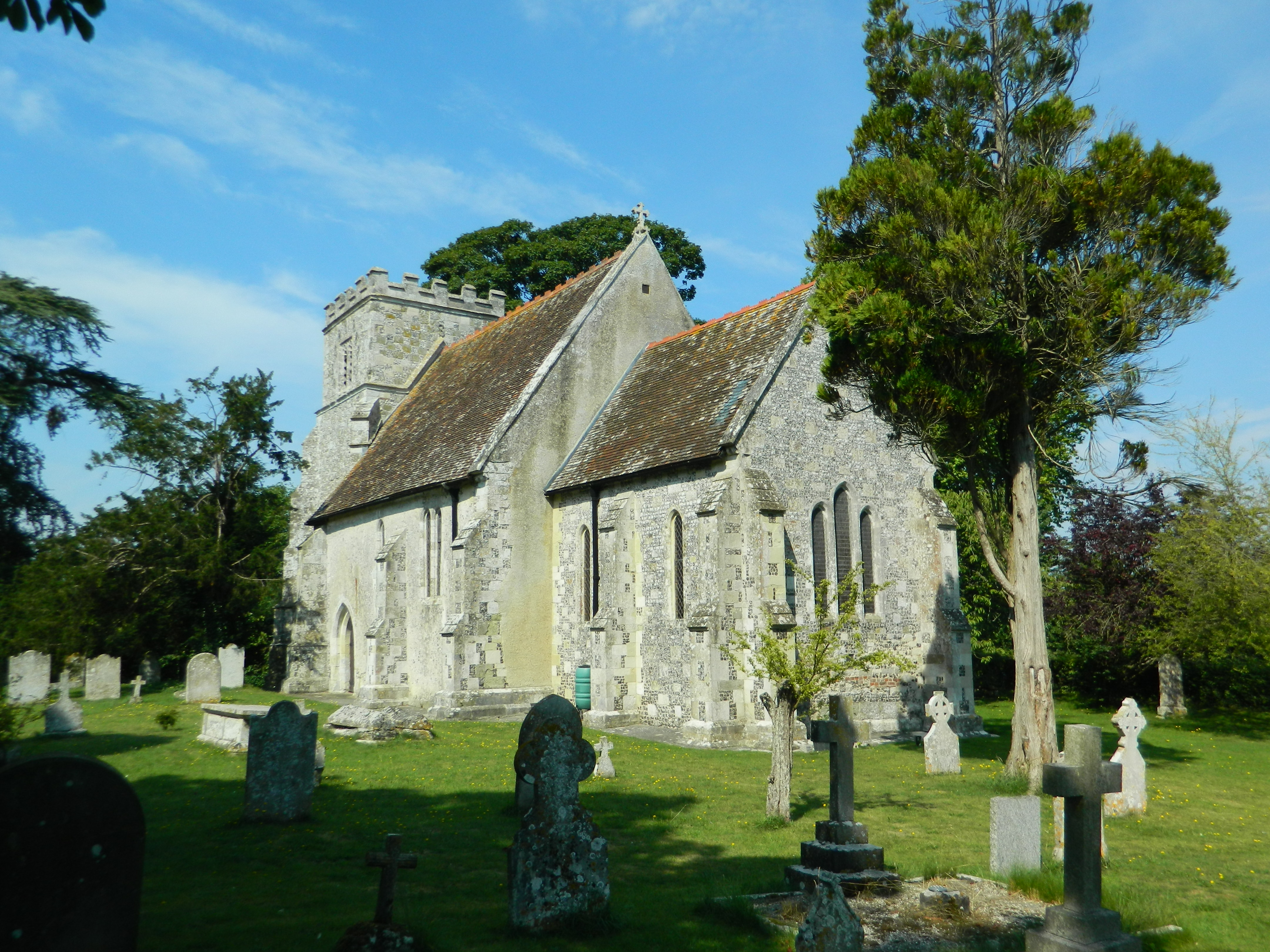
Chiesa di Santa Maria a Odstock

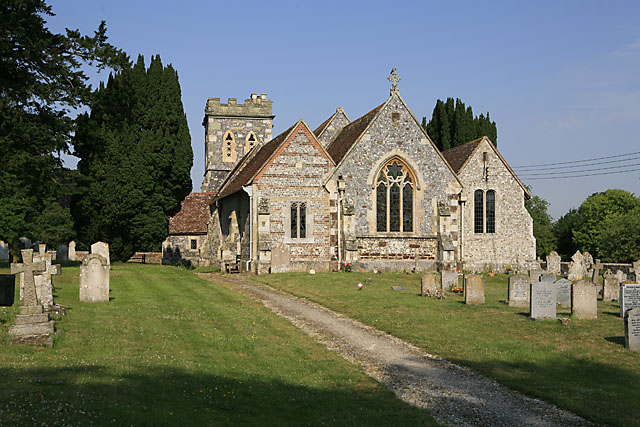
Chiesa di Sant'Andrea a Nunton

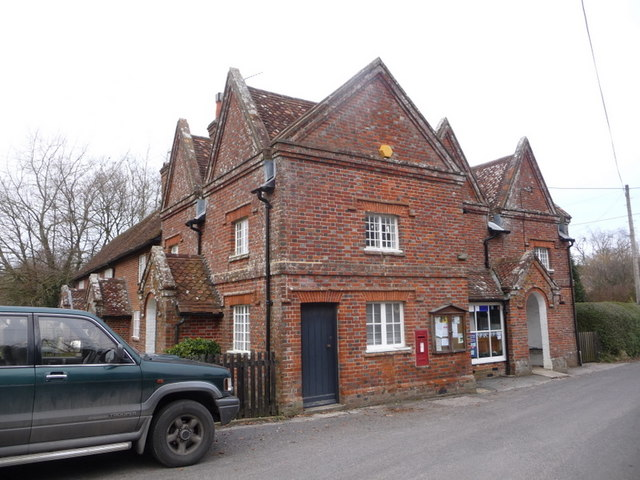
Edificio a Bodenham, villaggio di Odstock

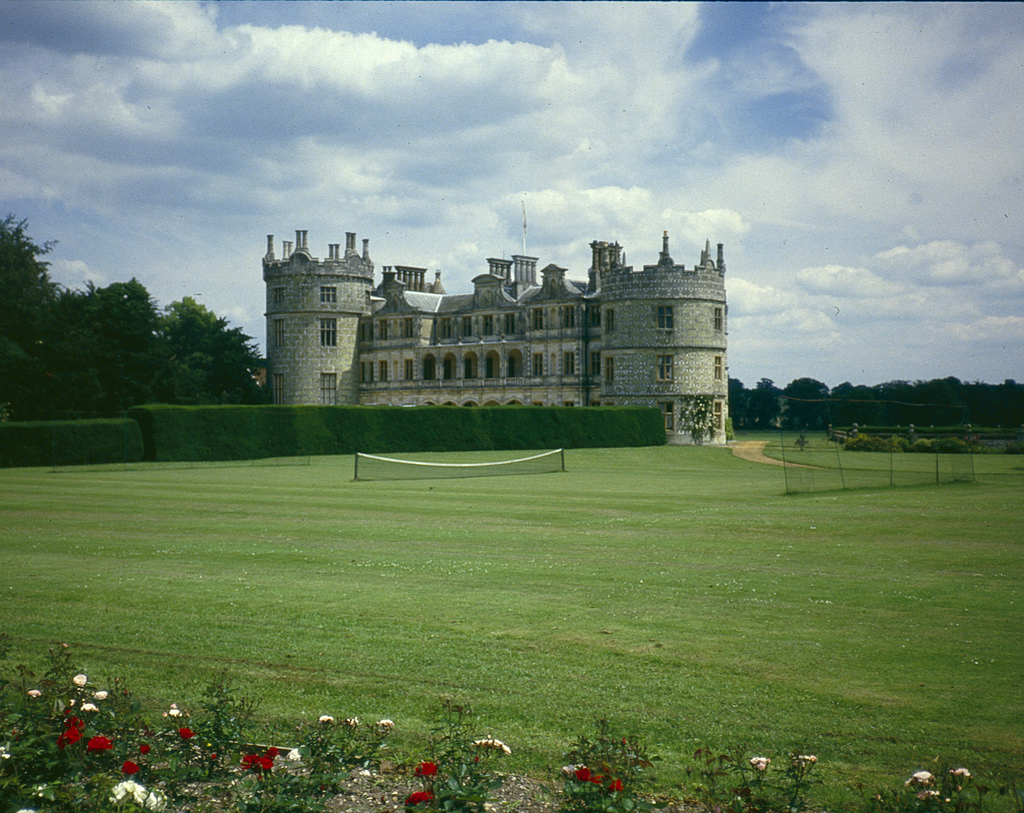
Castello di Longford

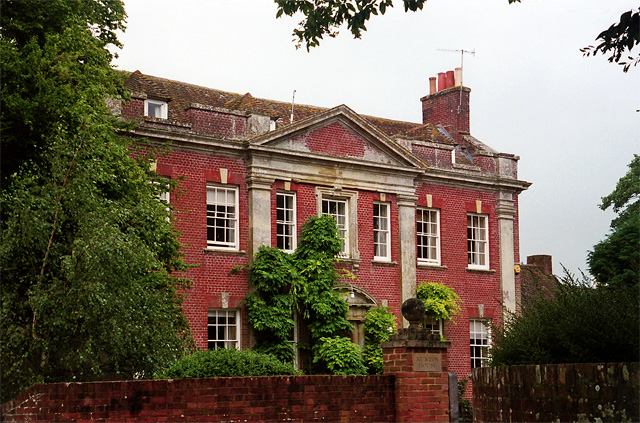
Nunton House a Nunton, villaggio di Odstock

Il territorio della parrocchia civile si trova nella valle del fiume Ebble e il villaggio di Odstock si trova a circa tre miglia dalla città di Salisbury. Britford, Nunton e Bodenham sono villaggi nella parrocchia. Il punto più a nord del confine della parrocchia di Odstock si trova a sud del villaggio di Britford, correndo verso sud-est attorno al confine di Longford Park. Il confine continua verso sud, seguendo il corso del fiume Avon e passando da vicino al villaggio di Bodenham, poi corre verso sud-ovest, salendo fino al campo di Clearbury Ring. Scende fino all'estremità sud-occidentale svoltando nuovamente verso nord oltre la piccola area boscosa nota come "Great Yews", il confine occidentale risale Odstock Down, attraversa il fiume Ebble e ne segue il corso verso est fino a quando non segue di nuovo un corso verso nord e nord-est per incontrare nuovamente il suo punto più a nord. La topografia della parrocchia è segnata principalmente dal corso ovest-est del fiume Ebble e dalla sua valle. Dalla valle dell'Ebble, le colline si innalzano verso nord e sud. Le colline raggiungono un'altezza di circa 350 piedi nella sezione meridionale della parrocchia. A nord dell'Ebble si innalzano fino a circa 300 piedi. Sono presenti depositi alluvionali e di ghiaia. Sulle colline si trova gesso con alcuni depositi di argilla con selci.
Piccole aree boschive si trovano nelle colline meridionali, tra cui Great Yews, Little Yews, Odstock Copse, Nunton Copse, Bodenham Plantation e Pheasantry Copse. Nella parte settentrionale della parrocchia, lo sviluppo della rete stradale e ciclabile è stato fortemente influenzato dalla presenza del fiume e dei suoi prati acquitrinosi associati, che hanno costituito un aspetto importante dell'agricoltura pastorale nella parrocchia. Una strada lungo la valle a sud dell'Ebble entra dal confine occidentale con la parrocchia di Coombe Bissett e procede verso est fino a Nunton. Al villaggio di Odstock fu costruito un ponte sul fiume nel XVII secolo, e ricostruito nel 1782 dal conte di Radnor. Al villaggio di Odstock questa strada da ovest a est è attraversata da una strada da nord a sud da Salisbury via East Harnham a Fordingbridge. A sud di Odstock la strada procede verso sud oltre Odstock Down e passa fuori dal lato sud-orientale della parrocchia nella vicina parrocchia di Downton. Questa formazione stradale, mostrata sulla mappa di Andrew e Dury del 1773, rimane simile ai giorni nostri, sebbene una volta superato Odstock Copse la strada sia diventata poco più di un sentiero.

## Storia
Il territorio viene citato nel Domesday Book del 1086 e il nome "Odstock" deriva da quello registrato a quel tempo. In seguito venne citato anche come "Odestoche", di "Odda's stoc o stocc" (fattoria o insediamento). L'intera antica parrocchia di Downton è formata da terre che in tempi più recenti sono divenute Downton, Redlynch e quasi metà della parrocchia di Odstock. Queste formavano un triangolo approssimativo, con il vertice a sud est della cattedrale di Salisbury e la base lungo il confine tra Wiltshire e Hampshire. In passato una strada attraversava l'Ebble vicino a Bodenham tramite un ponte che si presume si chiamasse Long Bridge. Nel 1794 una sezione della strada fu deviata verso ovest per allontanarla da New Hall. Il percorso originale può essere visto sulla mappa di Andrew e Dury del 1773. In una data successiva, nel 1840, la mappa del territorio indica che la sezione della strada a nord di Bodenham era stata spostata verso ovest dal suo percorso precedente lungo il confine di Longford Park e attraversava l'Ebble a New Bridge a nord del villaggio di Nunton, da dove prese una rotta verso sud-est per avvicinarsi a Bodenham. Nel 1962 fu costruita una nuova sezione a doppia carreggiata della strada da un punto a nord dell'Ebble a Longford Farm a sud di New Hall, passando tra i villaggi di Nunton e Bodenham e assumendo la forma di una doppia carreggiata in questo punto. Un'altra strada secondaria corre verso sud-ovest da Nunton per unirsi alla strada nord-sud attraverso la parrocchia tramite Odstock, sopra menzionata, in un punto a sud del boschetto di Odstock, da cui diventa pista che procede in direzione sud-ovest sulle colline per attraversare il confine con la parrocchia di Downton.

## Monumenti e luoghi d'interesse
Nel territorio di Odstock vi sono vari edifici e luoghi degni di interesse. 
- Chiesa di Santa Maria (in inglese Church of St Mary). La chiesa anglicana fu costruita nel XII secolo. Appartiene alla diocesi di Salisbury dal 26 marzo 1960 è considerata un monumento classificato di secondo grado per il suo particolare interesse storico e architettonico.[6][7]
- Chiesa di Sant'Andrea (in inglese Church of St Andrew). La chiesa fu costruita nel XII secolo. Appartiene alla diocesi di Salisbury dal 26 marzo 1960 è considerata un monumento classificato di secondo grado per il suo particolare interesse storico e architettonico.[8][9]
- Castello di Longford. Si tratta di un castello collocato lungo le rive del fiume Avon che è sede della famiglia dei conti di Radnor.[10] Rappresenta uno dei migliori esempi di casa prodigio di epoca elisabettiana. Dal 26 marzo 1960 è considerata un monumento classificato di primo grado per il suo particolare interesse storico e architettonico.[11]
- Odstock Down, un sito biologico di speciale interesse scientifico.